# Arnold Schönberg Gesamtausgabe
Die Arnold Schönberg Gesamtausgabe ist eine historisch-kritische Ausgabe des kompositorischen Gesamtwerks von Arnold Schönberg, die der Wissenschaft wie auch der musikalischen Praxis dienen soll. Die Ausgabe erscheint im Verlag Schott in Mainz und der Universal-Edition in Wien. 

## Geschichte
Die Ausgabe wurde im Dezember 1965 von Schönbergs Schüler und späterem Assistenten Josef Rufer am Sitz des Mainzer Musikverlags B. Schott’s Söhne ins Leben gerufen. Für die Finanzierung konnte zunächst die Stiftung Volkswagenwerk gewonnen werden, bis die Ausgabe 1980 in das Akademienprogramm aufgenommen wurde. Seitdem wird sie von der Mainzer Akademie der Wissenschaften und der Literatur betreut. Der erste Band erschien 1966 im Druck. Die Arbeitsstelle befindet sich in Berlin und kooperiert mit dem Arnold Schönberg Center in Wien.

## Inhalt
Die Schönberg-Gesamtausgabe gliedert sich in folgende Abteilungen:
- I: Lieder und Kanons, Band 1–3
- II: Klavier- und Orgelmusik, Band 4–5
- III: Bühnenwerke, Band 6–8
- IV: Orchesterwerke, Band 9–15
- V: Chorwerke, Band 16–19
- VI: Kammermusik, Band 20–24
- VII: Bearbeitungen, Band 25–28
- VIII: Supplemente, Band 29–33